# 라이언 국제항공
라이언 국제항공(영어: Ryan International Airlines)은 미국의 전세 항공사로 본사는 미국 일리노이주 록퍼드에 위치해 있으며 1972년에 설립했다. 허브 공항으로 시카고 록퍼드 국제공항, 올랜도 샌포드 국제공항이 있다.

## 보유 기종
- 2012년 3월 기준으로 라이언 국제항공은 다음과 같은 기종을 보유하고 있으며 평균 기령은 20.3년이다.[1][2]

## 같이 보기
- 미국의 없어진 항공사 목록

## 사진

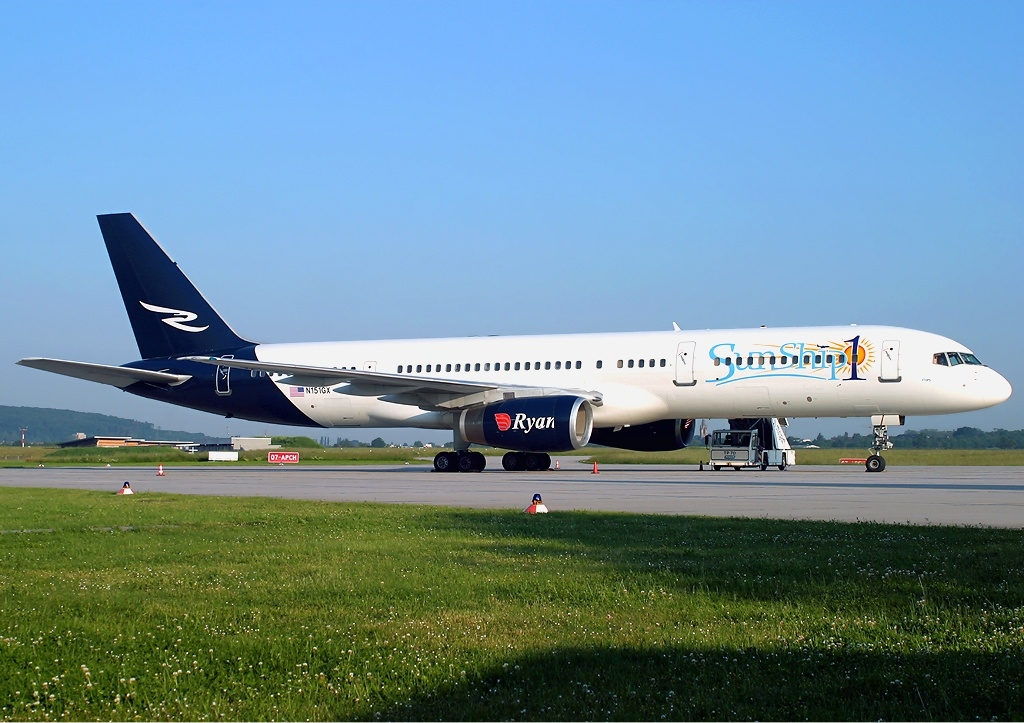
라이언 국제항공의 보잉 757-200
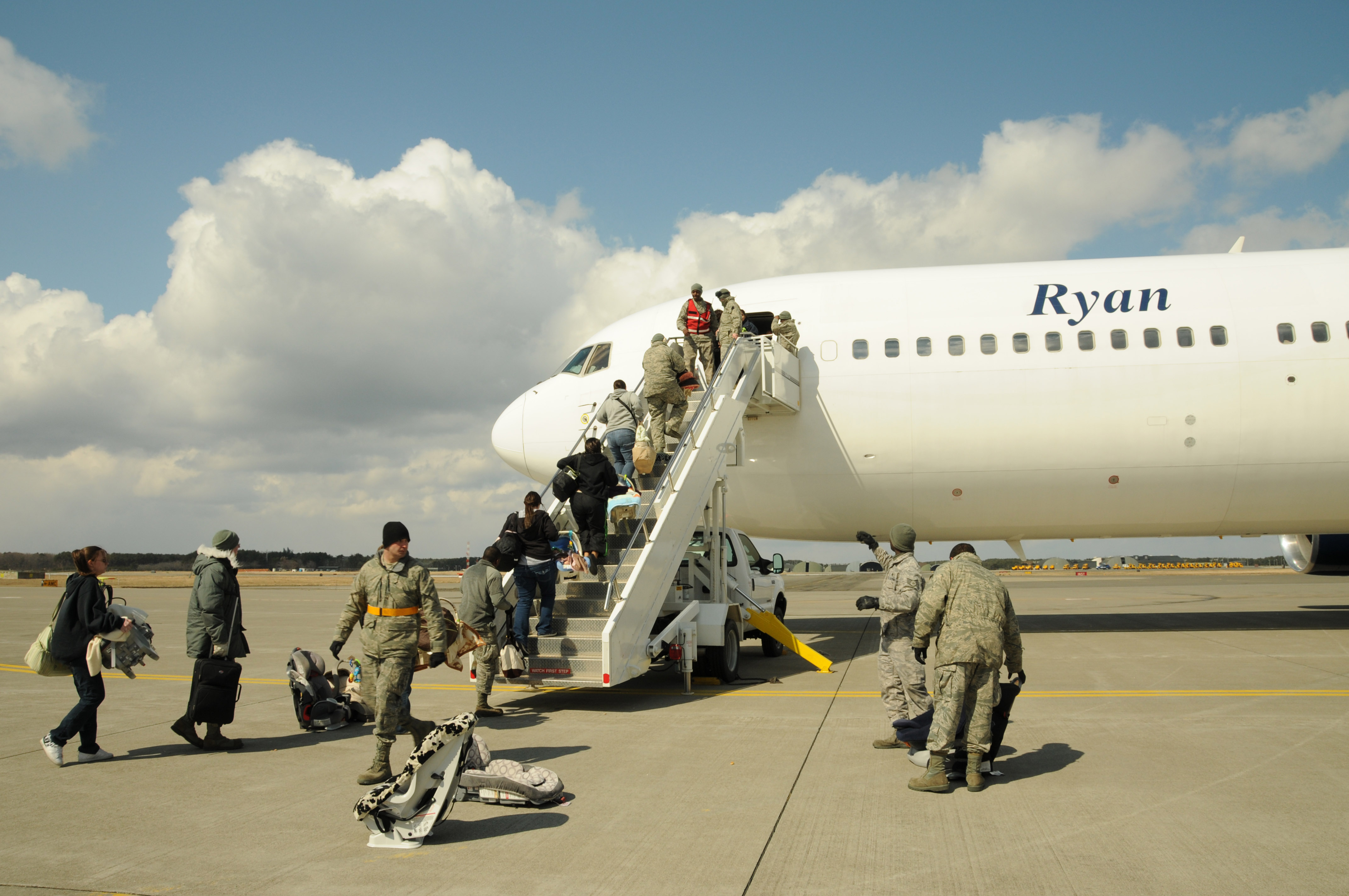
라이언 국제항공의 보잉 767-300ER